# Count Basie
Count Basie (Red Bank, Nova Jersey, 21 d'agost de 1904 - Hollywood, Califòrnia, 26 d'abril de 1984) fou director de big band i pianista estatunidenc de jazz. Es tracta d'un dels músics de jazz més populars de la història, vinculat, pràcticament durant cinquanta anys, a la direcció d'una big band d'important influència en determinats registres estilístics del jazz associats principalment al swing i al seu corrent més tradicional.

## Selecció discogràfica

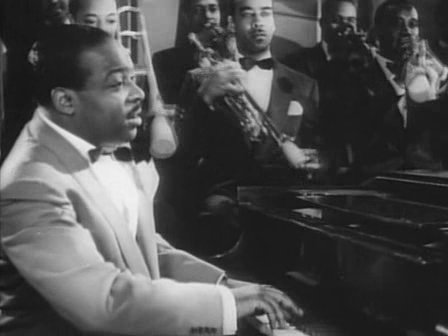
Count Basie, en una escena de La cantina del teatre (1943)

- 1952: Count Basie/Lester Young - Live at Birdland (Jazz Panorama)
- 1954: Count Basie Big Band (Clef)
- 1954: The Count Basie Sextet (Clef)
- 1955: April in Paris (Verve)
- 1955: Count Basie Swings -- Joe Williams Sings (Verve)
- 1955: Lester Leaps In (Epic)
- 1956: Live in Basel (Jazz Helvet)
- 1956: Basie Bash (Columbia)
- 1956: Basie Roars Again! (Clef)
- 1956: The Swinging Count (Clef)
- 1957: Count Basie at Newport [live] (Verve)
- 1957: Atomic Mr. Basie (Roulette)
- 1958: Chairman of the Board (Roulette)
- 1958: Basie Swings, Bennett Sings (Roulette)
- 1958: The Atomic Band in Concert [live] (Bandstand)
- 1960: String Along with Basie (Roulette)
- 1960: Benny Carter's Kansas City Suite (Roulette)
- 1961: Basie at Birdland (Roulette)
- 1962: Count Basie in Sweden (Roulette)
- 1966: Basie's Swingin', Voices Singin' (ABC)
- 1966: Basie's Beatle Bag (Universal/Polygram)
- 1975: Basie & Zoot (Pablo/OJC)
- 1977: Basie in Europe [live] (LRC)